# Waterton-Glacier Nemzetközi Békepark
A Waterton–Glacier Nemzetközi Békepark (angolul: Waterton Glacier International Peace Park) 1932-ben jött létre a kanadai Waterton-tavak Nemzeti Park és az egyesült államokbeli Glacier Nemzeti Park egyesítésével. Mindkét park bioszféra-rezervátum, és közös területük a világörökség része.
A békepark létrejöttében tevékenyen vettek részt a nemzetközi Rotary Club albertai és montanai tagjai. Ez volt az első nemzetközi békepark, amely a két ország közötti barátságot és békét szimbolizálja.
- Glacier Nemzeti Park
- Waterton-tavak Nemzeti Park